# ورزشگاه شهید وطنی
ورزشگاه شهید وطنی (ورزشگاه شهنا پیشین) ورزشگاهی چند منظوره در شهر قائم‌شهر، کشور ایران است که در سال ۱۳۲۵ خورشیدی گشایش یافت. باشگاه فوتبال نساجی مازندران بازی‌های خانگی خود را در این ورزشگاه انجام می‌دهد. در گذشته تیم‌های تاج شاهی، بانک ملت، آزمایش و نفت قائم‌شهر نیز در این ورزشگاه بازی می‌کردند.

## پیشینه
مکانی که ورزشگاه شهید وطنی در آن واقع است در نزدیکی خیابان ساری شهر قائم‌شهر قرار دارد و پس از اشغال ایران در جنگ جهانی دوم، توسط قوای شوروی ابتدا تبدیل به پادگان نظامی شد. به مرور زمان آن‌ها برای انجام فعالیت‌های ورزشی سربازان خود، زمین فوتبالی در گوشه‌ای از پادگان ایجاد کردند. بعد از خروج قوای شوروی در ۱۹ اردیبهشت ۱۳۲۵، این مکان تبدیل به ورزشگاه شد. کارکنان کارخانه نساجی بعد از هر شیفت کاری، در این ورزشگاه که مانند کارخانه، شهنا نام داشت فوتبال بازی می‌کردند. این ورزشگاه از سال ۱۳۳۸ ورزشگاه تیم نساجی شد. پس از انقلاب ۱۳۵۷، نام ورزشگاه مدتی به افتخاری و سپس به یاد محمدرضا وطنی به شهید وطنی تغییر می‌کند. نساجی تیم‌هایی مانند استقلال و پرسپولیس را هم در این ورزشگاه شکست داده است.

### تعمیر و بازسازی
همزمان با بازگشت دوباره تیم نساجی به لیگ برتر در اردیبهشت ۱۳۹۷ این ورزشگاه با دستور وزیر ورزش وقت، تجهیز و بازسازی می‌شود و تا سال ۱۳۹۸ تکمیل می‌شود، از جمله سکوهای ورزشگاه و رختکن‌های موجود که مورد بازسازی واقع گردید.

## مشخصات
زمین بازی ورزشگاه از چمن طبیعی و جایگاه هواداران به زمین بازی نزدیک می‌باشد و اطراف چمن یک پیست دو و میدانی در شش ردیف از جنس چمن مصنوعی وجود دارد که در گذشته تارتان بود و در اواسط قسمت سکو روبرو ورزشگاه جایگاه ویژه و مکان گزارشگر ساخته شده است.

### گنجایش
در گذشته سکوهای مختصری در محل فعلی سکوهای فلزی تعبیه شده بود، به‌طوری که رختکن دو تیم در زیر سکوها قرار داشت و در وسط آن نیز جایگاه ویژه هم‌سطح دو سکو بود و بعدها گنجایش ورزشگاه به ۱۵٬۰۰۰ نفر رسید.